# معاهد تحقيق الإمكانات البشرية
معاهد تحقيق الإمكانات البشرية، بالإنجليزيةThe Institutes for The Achievement of Human Potential ( IAHP )- أسسها جلين دومان، وكارل ديلاتكاتو في عام 1955م، وهي توفرالأدبيات حول تدريس العلاج بالأنماط المثيرة للجدل، والمعروف باسم التعلم الحركي، والذي تروج له المعاهد على أنه يحسن "التنظيم العصبي" للأطفال "المصابين في المخ" والمعاقين ذهنيًا من خلال مجموعة متنوعة من البرامج، بما في ذلك النظام الغذائي وممارسة الرياضة. وتوفر المعاهد أيضًا برامج تعليمية مبكرة واسعة النطاق للأطفال "الأصحاء"، بما في ذلك البرامج التي تركز على القراءة، والرياضيات، واللغة، واللياقة البدنية. يقع المقر الرئيسي لهذه المعاهد في مدينة فيلادلفيا، ولها مكاتب، وبرامج مقدمة في العديد من البلدان الأخرى.
تم تطوير العلاج بالأنماط للمرضى الذين يعانون من اضطرابات عصبية عضلية لأول مرة بواسطة جراح الأعصاب "تيمبل فاي"، وذلك في الأربعينيات من القرن العشرين. لقد تعرضت عملية التنميط لانتقادات واسعة النطاق، وقد وجدت دراسات متعددة، أن هذا العلاج غير فعال.

## تاريخ
تأسست معاهد تحقيق الإمكانات البشرية (IAHP، والمعروفة أيضًا باسم "المعاهد") في عام 1955م. وهي تمارس العلاج بالأنماط، والذي تم تطويره من قبل دومان، وعالم النفس التربوي كارل ديلاتكاتو. يستند العلاج بالأنماط إلى أفكار وعمل عالمة علم الوظائف العصبية، تيمبل فاي، رئيسة قسم جراحة الأعصاب في كلية الطب بجامعة تيمبل، ورئيسة جمعية الأعصاب في فيلادلفيا.
في عام 1960م، نشر دومان وديلاتاكاتو مقالاً علميًا في دورية الجمعية الطبية الأمريكية ( JAMA ) يوضح بالتفصيل طريقة العلاج بالأنماط. وقد تعرضت منهجيتهم في الدراسة، في وقت لاحق، لانتقادات عدة.

## فلسفة
تتشكل فلسفة المعاهد من عدة معتقدات مترابطة فيما بينها، والمتمثلة في: أن كل طفل لديه إمكانات عبقرية، التحفيز هو المفتاح لإطلاق العنان لإمكانات الطفل، يجب أن يبدأ التدريس منذ الولادة، كلما كان الطفل أصغر سنًا، كانت عملية التعلم أسهل، يحب الأطفال التعلم بشكل طبيعي، الآباء هم أفضل معلم لأطفالهم، يجب أن يكون التدريس والتعلم ممتعين ويجب ألا يتضمن التدريس والتعلم الاختبار مطلقًا. وتتبع هذه الفلسفة بشكل وثيق أسلوب سوزوكي الياباني للكمان، والتي يتم تدريسها أيضًا في المعهد بالإضافة إلى اللغة اليابانية نفسها. تعتبر المعاهد أن أمراض من قبيل: تلف الدماغ، والضعف الفكري، و"القصور الذهني"، والشلل الدماغي، والصرع، والتوحد، والخلل الوظيفي في العضلات، واضطراب نقص الانتباه مع فرط النشاط، و" التأخر في النمو "، ومتلازمة داون، حالات تشمل "إصابة الدماغ"، وهو المصطلح الذي تفضله معاهد تحقيق الإمكانات البشرية IAHP.
يتبع الكثير من العمل في المعاهد الدكتورة "تيمبل فاي"، التي كانت تؤمن بنظرية الاستعادة، والتي تفترض أن دماغ الطفل الرضيع يتطور عبر مراحل زمنية تطورية معينة، بحيث تشبه أولاً السمكة، ثم الزواحف، ثم الثدييات وأخيراً الإنسان. ويمكن تلخيص هذه النظرية على النحو التالي: " تطور الجنين يلخص تطور السلالات ". وقد فقدت نظرية التلخيص مصداقيتها إلى حد كبير في علم الأحياء.
ووفقًا لتقريرمحطة WPVI-TV التلفزيونية بفيلادلفيا لعام 2007م، تستخدم معاهد تحقيق الإمكانات البشرية IAHP كلمة "أذى" لوصف الأطفال الذين يرونهم "مصابين بجميع أنواع إصابات الدماغ، والحالات، بما في ذلك الشلل الدماغي، والتخلف العقلي، والصرع، ومتلازمة داون، واضطراب نقص الانتباه مع فرط النشاط، والتوحد". وقد وصف جلين دومان فلسفته الشخصية في علاج المرضى بأنها تنبع من شعار ضابطه المخضرم في الحرب العالمية الثانية: "لا تترك أي مصاب خلفك".

## البرامج

### برامج للأطفال المصابين بإصابات دماغية
يبدأ برنامج المعاهد IAHP بندوة مدتها خمسة أيام لآباء الأطفال المصابين بإصابات دماغية، لأن البرنامج يتم تنفيذه من قبل الآباء في منازلهم. وبعد الندوة، تقوم المعاهد IAHP بإجراء تقييم أولي للطفل.
وقد شمل البرنامج الموصوف في ورقة بحثية منشورة في دورية الجمعية الطبية الأمريكية JAMA عام 1960م للأطفال المصابين بإصابات في الدماغ ما يلي:
- التنميط – التلاعب بالأطراف والرأس بطريقة إيقاعية
- الزحف – حركة الجسم للأمام مع ملامسة البطن للأرض
- الحبو – حركة الجسم للأمام مع رفع البطن عن الأرض
- التحفيز الاستقبالي – التحفيز البصري واللمسي والسمعي
- الأنشطة التعبيرية – مثل التقاط الأشياء
- التنفس في قناع إعادة التنفس لزيادة كمية ثاني أكسيد الكربون المستنشق، والذي من المفترض أنه يزيد من تدفق الدم الدماغي
- التأرجح – التأرجح من قضيب أو سلم عمودي
- أنشطة الجاذبية/الجاذبية المضادة – التدحرج، والقفز، والتعليق رأسًا على عقب.[19]

تعتقد الجمعية الدولية لأطباء الأمراض العقلية، أن إصابة الدماغ عند مستوى معين من التطور العصبي قد تمنع أو تبطئ المزيد من عملية التقدم.
تتضمن العلاجات الأخرى التي تستخدمها معاهد تحقيق الإمكانات البشرية "IAHP"، تمارين العين للأطفال الذين لديهم عين تتقارب أكثر من الأخرى عند النظر إلى جسم بعيد، وأولئك الذين لديهم عين تتباعد أكثر من الأخرى عندما يتم تحريك جسم ببطء نحو جسر الأنف. توصي المعاهد "IAHP" أيضًا بتحفيز عيون الأطفال المصابين بالكسل البصري عن طريق تشغيل الضوء وإطفاءه. بالنسبة للأطفال الذين يعانون من ضعف السمع، توصي المعاهد "IAHP" بالتحفيز السمعي باستخدام الأصوات العالية، والتي قد يتم تسجيلها مسبقًا. يمكن أيضًا تعليم الأطفال المصابين بإصابات في الدماغ التعرف على الأشياء المختلفة الموضوعة في الحقيبة عن طريق عملية اللمس فقط.
توصي الجمعية الدولية لإصابات الدماغ النخاعية بوضع قيود غذائية، بما في ذلك تقليل تناول السوائل للأطفال المصابين بإصابات في الدماغ، في محاولة لمنع "التراكم المفرط المحتمل للسائل النخاعي". وإلى جانب تقييد السوائل، توصي معاهد تحقيق الإمكانات البشرية "IAHP" باتباع نظام غذائي منخفض الملح والحلويات والأطعمة الأخرى "المثيرة للعطش".

## التقييم والنقد العلمي
تعرض نموذج معاهد تحقيق الإمكانات البشرية لتنمية الطفولة، لانتقادات واسعة في المجتمع العلمي.

### بيان موقف الأكاديمية الأمريكية لطب الأطفال
وفقًا للأكاديمية الأمريكية لطب الأطفال، يعتمد علاج الأنماط على نظرية مبسطة للغاية لتطور الدماغ، ولا تدعم فعاليته الطب المسند على الأدلة، مما يجعل استخدامه غير مبرر. لقد أصدرت لجنة الأطفال ذوي الإعاقة التابعة للأكاديمية الأمريكية لطب الأطفال تحذيرات بشأن التنميط، وهو أحد علاجات المعاهد "IAHP" للأطفال المصابين بإصابات دماغية، في وقت مبكر من عام 1968م  وقد تكررت مثل هذه التحذيرات في عام 1982م. وكان آخر بيان سياسي تحذيري أصدرته اللجنة في عام 1999م، والذي أعيد تأكيده في عام 2010م  حيث ينص على:
يعتمد هذا العلاج على نظرية قديمة ومبسطة للغاية حول تطور الدماغ. المعلومات الحالية لا تدعم ادعاءات أنصار هذا العلاج بأن هذا العلاج فعال، ولا يزال استخدامه غير مبرر. [إن] المطالب والتوقعات الملقاة على عاتق الأسر كبيرة للغاية لدرجة أنه في بعض الحالات قد تستنفد مواردها المالية بشكل كبير وقد تتعرض العلاقات بين الوالدين والأشقاء للتوتر.

### آخرون
بالإضافة إلى الأكاديمية الأمريكية لطب الأطفال، أصدرت عدد من المنظمات الأخرى بيانات تحذيرية مماثلة حول ادعاءات فعالية هذا العلاج. ومن بين هذه المنظمات: اللجنة التنفيذية للأكاديمية الأمريكية للشلل الدماغي،  والجمعية المتحدة للشلل الدماغي في تكساس،  والجمعية الكندية للأطفال المتخلفين عقليًا،  والمجلس التنفيذي للأكاديمية الأمريكية لعلم الأعصاب،  والأكاديمية الأمريكية للطب الفيزيائي وإعادة التأهيل. يطلق "هورنبي" وآخرون على كتاب RA Cummins، الصادرعام 1988م، والمعنون بـ "الطفل المصاب بضعف عصبي: إعادة تقييم تقنيات دومان-ديلاتوكاتو" (ردمك 9780709948599) )، بأنه "التحليل الأكثر شمولاً لمنطق وفعالية برنامج دومان-ديلاتكاتو حتى الآن" ويذكر أن كومينزCummins يستخدم علم التشريح العصبي، وعلم الوظائف العصبية للأعضاء، بهدف إثبات عدم وجود أساس علمي سليم للتقنيات المستخدمة من قبل المعاهد "IAHP"، ويخلص إلى أن أية فائدة ترجع على الأرجح إلى زيادة النشاط والانتباه. ويخلص هورنبي وآخرون إلى أن "من الواضح الآن أن النتائج الوحيدة التي تدعم فعالية البرنامج تأتي من حفنة من الدراسات المبكرة، التي لم تخضع لرقابة كافية". كما حدد "كافال" و"موسترت" وآخرون مشاكل خطيرة في الأبحاث المبكرة حول برنامج المعاهد "IAHP". وقد وجد تحليل للدراسات ذات الجودة العالية، أن الطلاب الذين لم يتلقوا العلاج حصلوا على نتائج أفضل من أولئك الذين تلقوا العلاج من قبل المعاهد "IAHP". كما توصلت دراسة أجريت عام 2013م إلى أن ادعاءات المعاهد IAHP بشأن النتائج المتفوقة للعلاج لم يتم إثباتها.
وأظهرت دراسة استرجاعية أجريت عام 2006م من قبل معاهد تحقيق الإمكانات البشرية IAHP على 21 طفلاً، من الأطفال الذين يعانون من ضعف البصر القشري، تحسنًا كبيرًا بعد استخدام البرنامج، ولم يكن لدى الدراسة مجموعة تحكم (مجموعة تجارب مقارنة).
وكتبت الطبيبتان "مارثا فاريل إريكسون"، و"كارين ماري كورتز ريمر" أن الرابطة الدولية لأطباء الأمراض العقلية "استغلت رغبات الأفراد في تعظيم الإمكانات الفكرية لأطفالهم" و"شجعت الآباء على دفع أطفالهم إلى تطوير أقصى قدر من قوة الدماغ". لكن معظم خبراء نمو الطفل المعاصرين "وصفوا العديد من جوانب هذا البرنامج بأنها عديمة الفائدة، وربما تكون ضارة أيضًا". كما خلصت "كاثلين كويل" إلى أن "المحترفين" ليس لديهم ما يتعلمونه من العلاج بالأنماط. وكتب "بافوني" و"روجيري" أن العلاج بالأنماط ليس له دور مهم في العلاج. كما وصف طبيب الأعصاب "ستيفن نوفيلا" العلاج بالأنماط، بأنه يعتمد على نظرية مرفوضة، و"علاج زائف". وكتب أيضًا أن ادعاءات المعاهد IAHP غير المؤكدة يمكن أن تتسبب في العديد من الأضرار المالية والعاطفية. وفي مرحلة تفصيل انتقادات العلاج بالأنماط، كتب روباردز أيضًا، أن العلاج بالأنماط، تسبب في انتباه أطباء الأطفال والمعالجين لضرورة برامج التدخل المبكر.
كما انتقدت الأكاديمية الأمريكية لطب الأطفال ومنظمات أخرى، ادعاءات المعاهد IAHP بشأن الفعالية، والأساس النظري، والمتطلبات التي تفرضها برامج المعاهد IAHP على الآباء. ويبدو أن الدراسات المبكرة الصادرة عن المعاهد IAHP أظهرت بعض القيمة لبرنامجها، ولكنها تعرضت لانتقادات فيما بعد باعتبارها معيبة بشكل كبير. كتب "كينيث كافال" و"مارك موسترت" أن الدراسات اللاحقة التي يعتقدان أنها تتمتع بتصميم أفضل وموضوعية أكبر، أظهرت أن العلاج بالأنماط "لا قيمة له عمليًا".
اشار كل من: غاري هورنبي، وجين هوارد، وماري أتكينسوني في كتابهم "القضايا المثيرة للجدل في التعليم الخاص"، إلى أن البرنامج يتضمن أيضًا "الاختناق" حيث يتنفس الطفل في كيس بلاستيكي حتى يلهث بحثًا عن الهواء. يعتمد هذا على الاعتقاد بأن ذلك سيؤدي إلى الاستخدام الأقصى للرئتين، وبالتالي زيادة تدفق الأكسجين إلى المخ. ويخلص الكتاب إلى أن العلاج بالأنماط غير فعال، وربما يكون ضارًا بمهمة الأسرة.

### الموقف من التقييم العلمي
في الستينيات من القرن العشرين، نشرت المعاهد "IAHP" أدبيات، توضح فعالية برنامجهم العلاجي. ومع ذلك، فقد أصدروا بعد ذلك تعليمات إلى أولياء أمور الأطفال، المشاركين في برنامجهم بعدم المشاركة في أي دراسات مستقلة مصممة لتقييم فعالية البرنامج. وقد سحبت المعاهد "IAHP" موافقتها على المشاركة في "دراسة مصممة بعناية بدعم من وكالات فيدرالية وخاصة" عندما كانت الدراسة في مراحل التخطيط النهائية. ووفقًا لهيرمان سبيتز، "يبدو أن المعاهدIAHP لم تعد مهتمة بالتقييم العلمي لتقنياتها؛ فقد باتت كبيرة، وثرية، ومستقلة، ويكتفي موظفوها بتقديم قصص حالات وكتيبات دعائية لدعم ادعاءاتهم". ثم ذكر تيرينس إم هاينز أنهم "أظهروا اهتمامًا ضئيلًا جدًا بتقديم الدعم التجريبي لأساليبهم".

## قراءة إضافية
Bratt، Berneen (1989). No Time for Jello: One Family's Experiences with the Doman-Delacato Patterning Program. Brookline. ISBN:9780914797562.

## روابط خارجية
- الموقع الرسمي